# Château Klebersberg
Le château Klebersberg (en hongrois : Klebersberg-kastély) ou château Forgách (Forgách-kastély) est un édifice situé dans le 2e arrondissement de Budapest.